# Palaeopropithecus ingens
Palaeopropithecus ingens is een uitgestorven zoogdier uit de familie van de Palaeopropithecidae. De wetenschappelijke naam van de soort werd voor het eerst geldig gepubliceerd door Guillaume Grandidier in 1899.